# روی یانس
روی یانس (انگلیسی: Roy Jans؛ زادهٔ ۱۵ سپتامبر ۱۹۹۰ ‏(۳۴ سال)) دوچرخه‌سوار اهل بلژیک است.
از باشگاه‌هایی که در آن بازی کرده‌است می‌توان به وانتی–گروپ گوبر و دابلیوبی ورانکلاسیک آکوا پروتکت اشاره کرد.